# Marigny (Allier)
Pour les articles homonymes, voir Marigny.
Marigny est une commune française située dans le département de l'Allier, en région Auvergne-Rhône-Alpes.

## Géographie

### Localisation

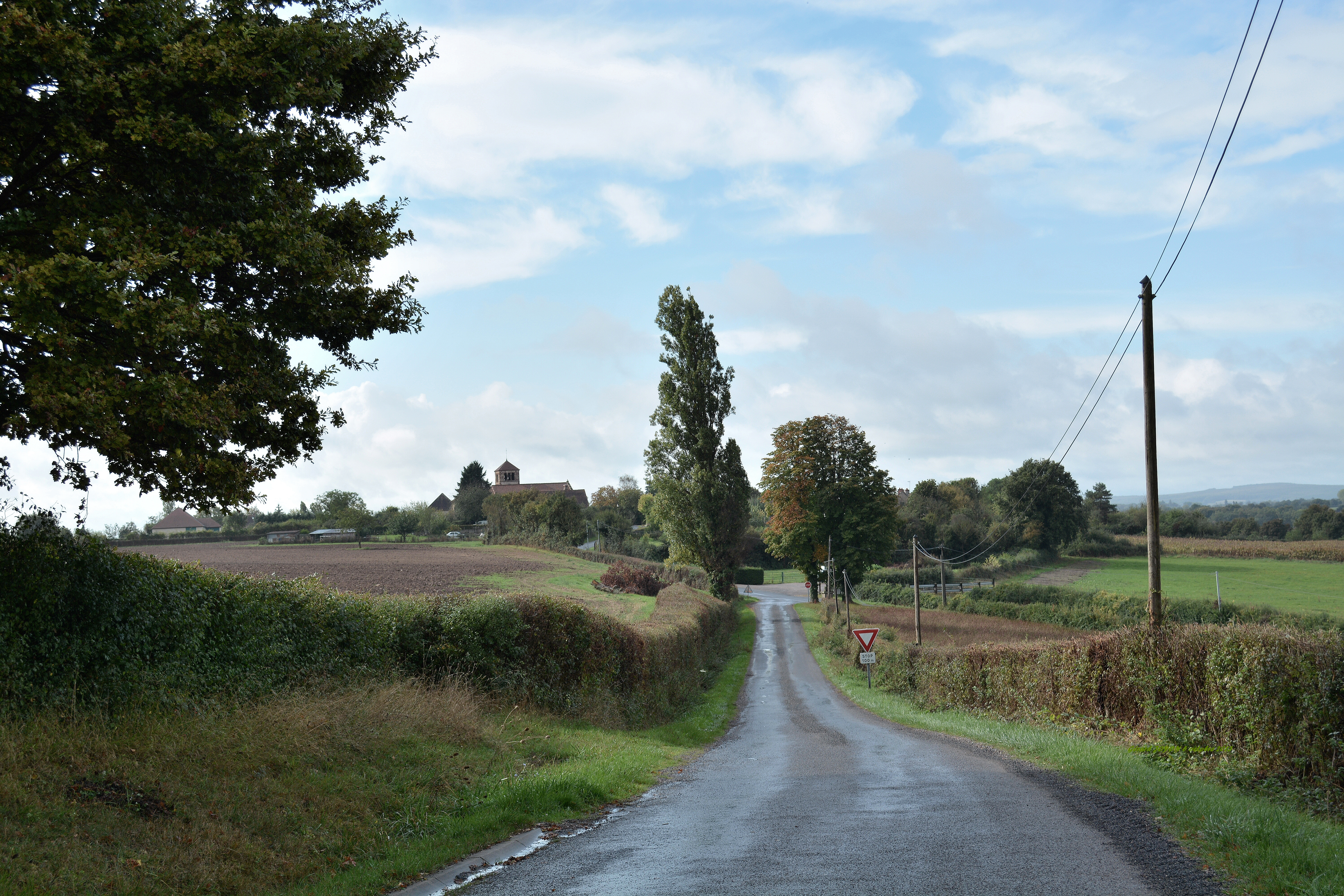
Le Bocage bourbonnais au nord de Marigny.

Marigny est située au nord du département de l'Allier, dans le Bocage bourbonnais.

### Communes limitrophes
Six communes sont limitrophes de Marigny :
| Agonges      |          | Montilly  |
| Saint-Menoux | Marigny  | Neuvy     |
|              | Souvigny | Coulandon |

### Hydrographie
La commune est traversée par le ruisseau de Marigny.

### Transports
Le territoire communal est traversé par les routes départementales 138 (liaison de Montilly à Souvigny) et 953 (de Bourbon-l'Archambault à Moulins).

### Climat
Pour des articles plus généraux, voir Climat d'Auvergne-Rhône-Alpes et Climat de l'Allier.
En 2010, le climat de la commune est de type climat océanique dégradé des plaines du Centre et du Nord, selon une étude du CNRS s'appuyant sur une série de données couvrant la période 1971-2000. En 2020, Météo-France publie une typologie des climats de la France métropolitaine dans laquelle la commune est exposée à un climat océanique altéré et est dans la région climatique Centre et contreforts nord du Massif Central, caractérisée par un air sec en été et un bon ensoleillement.
Pour la période 1971-2000, la température annuelle moyenne est de 11 °C, avec une amplitude thermique annuelle de 16,1 °C. Le cumul annuel moyen de précipitations est de 801 mm, avec 11,4 jours de précipitations en janvier et 7,3 jours en juillet. Pour la période 1991-2020, la température moyenne annuelle observée sur la station météorologique de Météo-France la plus proche, sur la commune d'Yzeure à 11 km à vol d'oiseau, est de 11,9 °C et le cumul annuel moyen de précipitations est de 795,7 mm,. Pour l'avenir, les paramètres climatiques de la commune estimés pour 2050 selon différents scénarios d'émission de gaz à effet de serre sont consultables sur un site dédié publié par Météo-France en novembre 2022.

## Urbanisme

### Typologie
Au 1er janvier 2024, Marigny est catégorisée commune rurale à habitat très dispersé, selon la nouvelle grille communale de densité à 7 niveaux définie par l'Insee en 2022.
Elle est située hors unité urbaine. Par ailleurs la commune fait partie de l'aire d'attraction de Moulins, dont elle est une commune de la couronne,. Cette aire, qui regroupe 64 communes, est catégorisée dans les aires de 50 000 à moins de 200 000 habitants,.

### Occupation des sols

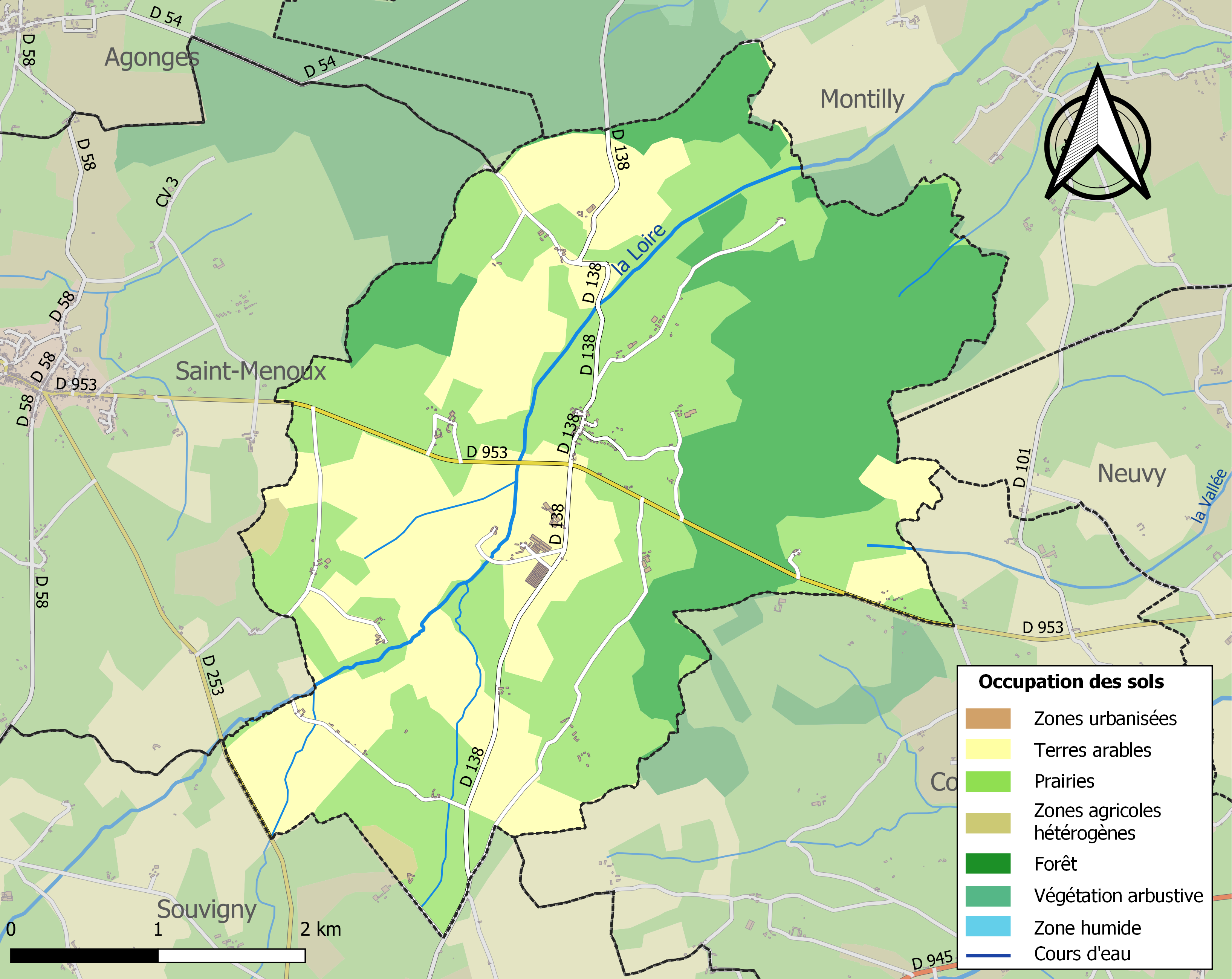
Carte des infrastructures et de l'occupation des sols de la commune en 2018 (CLC).

L'occupation des sols de la commune, telle qu'elle ressort de la base de données européenne d’occupation biophysique des sols Corine Land Cover (CLC), est marquée par l'importance des territoires agricoles (73,1 % en 2018), une proportion identique à celle de 1990 (73,1 %). La répartition détaillée en 2018 est la suivante : 
prairies (41,8 %), terres arables (30,5 %), forêts (26,9 %), zones agricoles hétérogènes (0,9 %).
L'IGN met par ailleurs à disposition un outil en ligne permettant de comparer l’évolution dans le temps de l’occupation des sols de la commune (ou de territoires à des échelles différentes). Plusieurs époques sont accessibles sous forme de cartes ou photos aériennes : la carte de Cassini (XVIIIe siècle), la carte d'état-major (1820-1866) et la période actuelle (1950 à aujourd'hui).

## Toponymie
Les formes anciennes de la localité sont : Marinacus (912), Marigny (XIIIe siècle), Marilhiacus (1327).
L'étymologie de Marigny serait issu soit du NP Marinius dérivé de Marius, ou du NP Matrinius dérivé de Matrius issu de Mater « Mère », suivi du suffixe -acum.

## Histoire
Origine gallo-romaine probable.

## Politique et administration
| Période                                  | Période                      | Identité          | Étiquette | Qualité                                   |
| ---------------------------------------- | ---------------------------- | ----------------- | --------- | ----------------------------------------- |
| Les données manquantes sont à compléter. |                              |                   |           |                                           |
| mars 2001                                | En cours (au 8 juillet 2020) | Philippe Prugneau | DVD       | Chef technicien des services vétérinaires |

## Population et société

### Démographie
L'évolution du nombre d'habitants est connue à travers les recensements de la population effectués dans la commune depuis 1793. Pour les communes de moins de 10 000 habitants, une enquête de recensement portant sur toute la population est réalisée tous les cinq ans, les populations de référence des années intermédiaires étant quant à elles estimées par interpolation ou extrapolation. Pour la commune, le premier recensement exhaustif entrant dans le cadre du nouveau dispositif a été réalisé en 2007.

En 2022, la commune comptait 200 habitants, en évolution de −0,5 % par rapport à 2016 (Allier : −1,38 %, France hors Mayotte : +2,11 %).
| 1793 | 1800 | 1806 | 1821 | 1831 | 1836 | 1841 | 1846 | 1851 |
| ---- | ---- | ---- | ---- | ---- | ---- | ---- | ---- | ---- |
| 340  | 330  | 378  | 249  | 312  | 337  | 302  | 312  | 316  |

| 1856 | 1861 | 1866 | 1872 | 1876 | 1881 | 1886 | 1891 | 1896 |
| ---- | ---- | ---- | ---- | ---- | ---- | ---- | ---- | ---- |
| 294  | 323  | 339  | 325  | 351  | 333  | 383  | 365  | 349  |

| 1901 | 1906 | 1911 | 1921 | 1926 | 1931 | 1936 | 1946 | 1954 |
| ---- | ---- | ---- | ---- | ---- | ---- | ---- | ---- | ---- |
| 338  | 340  | 332  | 276  | 255  | 245  | 232  | 220  | 213  |

| 1962 | 1968 | 1975 | 1982 | 1990 | 1999 | 2006 | 2007 | 2012 |
| ---- | ---- | ---- | ---- | ---- | ---- | ---- | ---- | ---- |
| 233  | 215  | 179  | 197  | 221  | 204  | 191  | 189  | 191  |

| 2017 | 2022 | - | - | - | - | - | - | - |
| ---- | ---- | - | - | - | - | - | - | - |
| 204  | 200  | - | - | - | - | - | - | - |

## Culture locale et patrimoine

### Lieux et monuments
- Église romane Saint-Pourçain, portail à tympan trilobé.

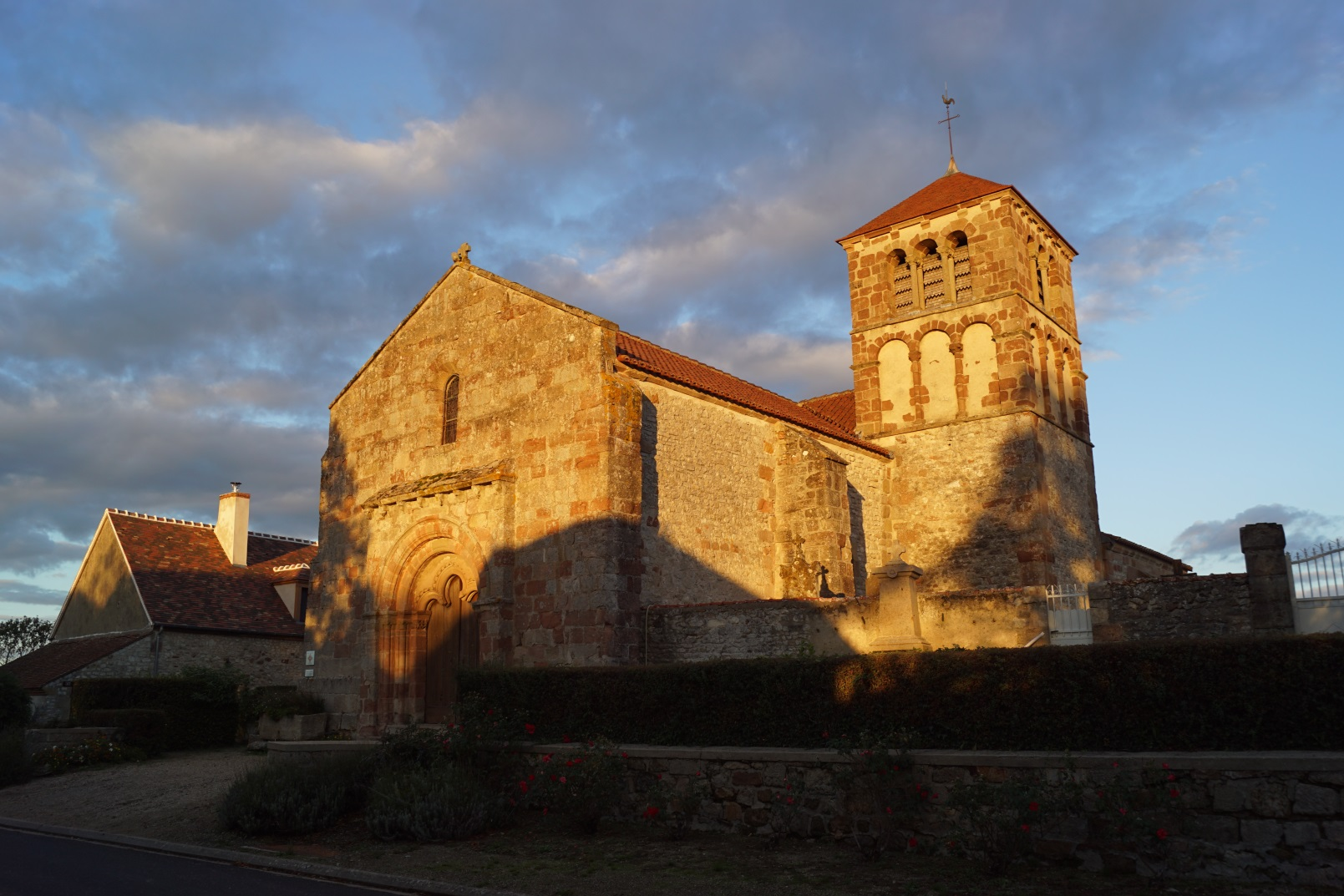
L'église Saint-Pourçain
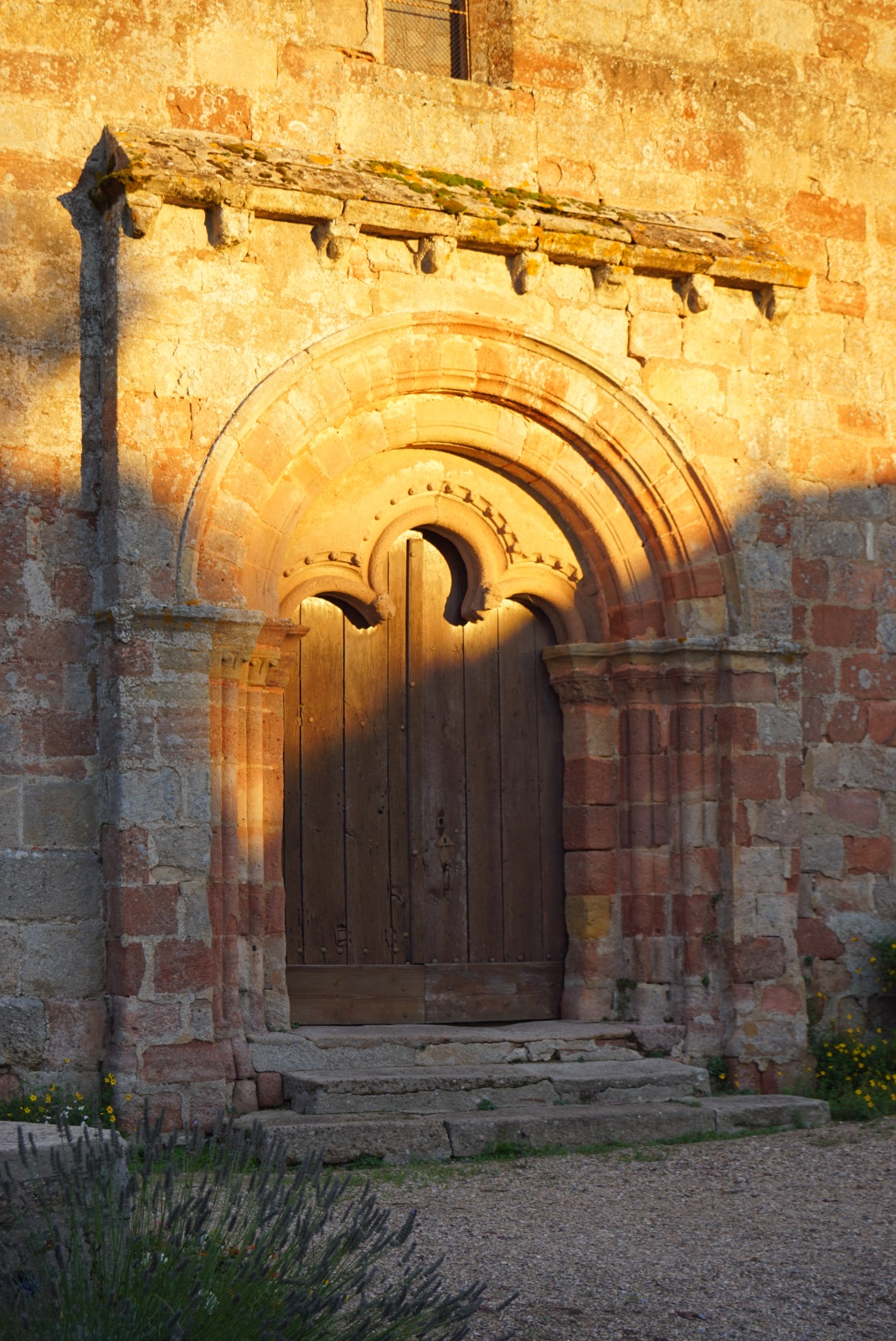
Portail roman XIIe
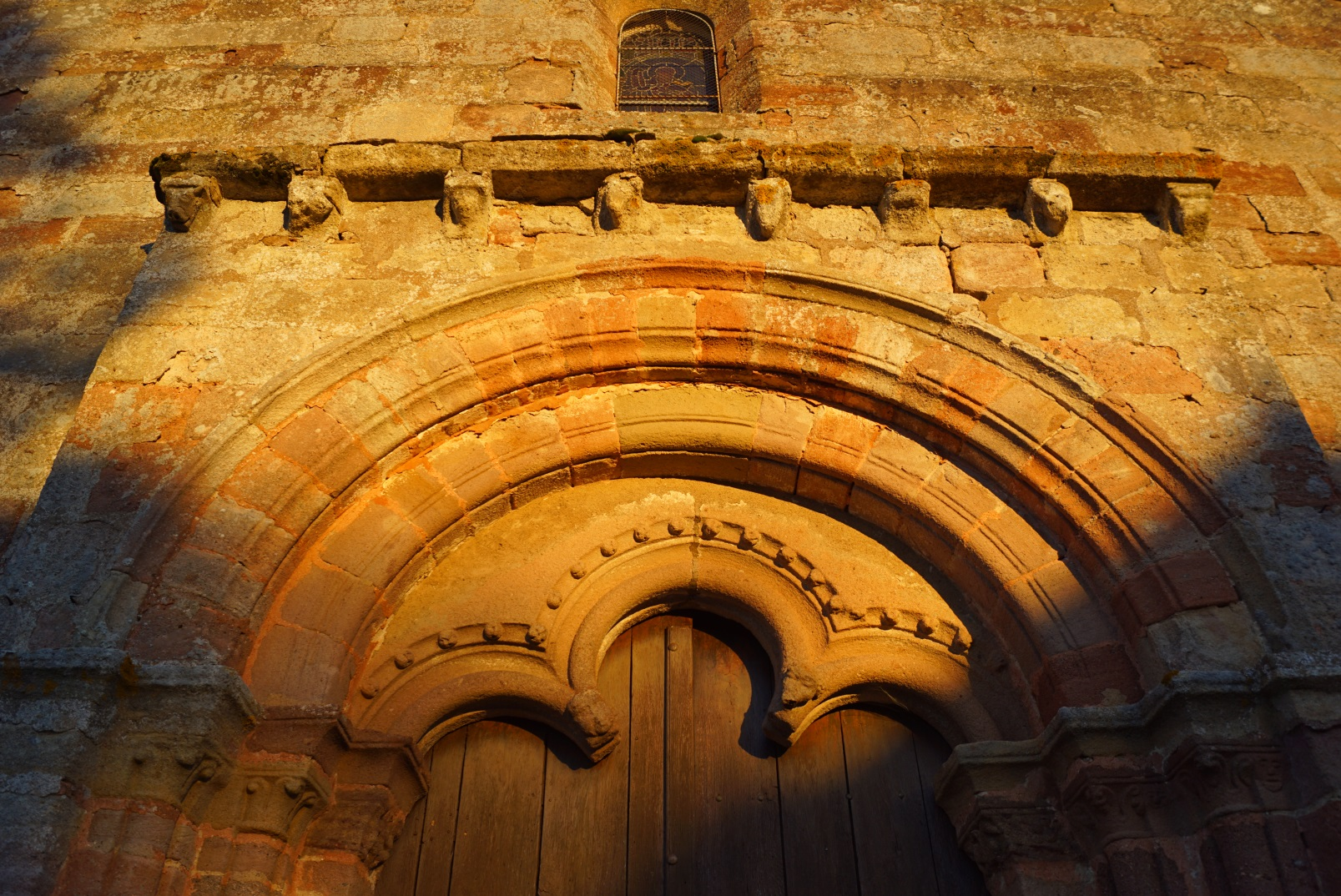
Portail roman à tympan trilobé
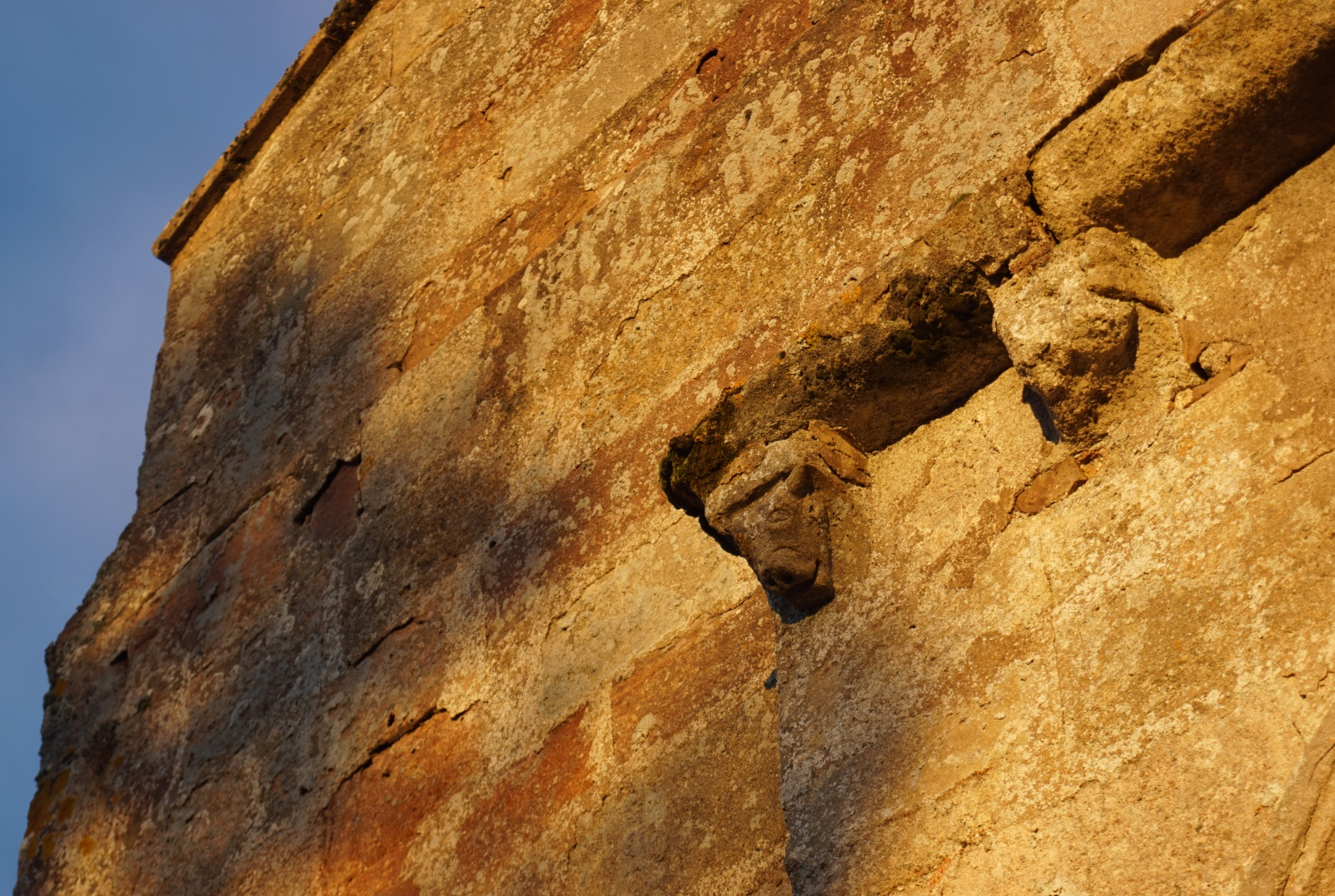
Modillons

- Château de Charnes (XVIe , XVIIe , XVIIIe et XIXe siècles ), inscrit aux monuments historiques en 1992[19] .

### Personnalités liées à la commune
- Henri Bazire (1873-1919), avocat, personnage de premier plan du catholicisme social avant la Première Guerre mondiale, y décède en 1919.